# البطين (دبي)
البطين هو حي يقع في إمارة دبي في الإمارات العربية المتحدة ويبلغ عدد سكانها 2,364 نسمة. وصل عدد السكان في العام 2023 إلى (3,106) نسمة بكثافة سكانية تبلغ (21,221.2) فرد/ كيلومتر مربع بحسب مركز دبي للإحصاء. تقع البطين شرق دبي في منطقة ديرة، ويحدها من الغرب الراس، ومن الشرق السبخة، ومن الشمال الضغاية. يشكل خور دبي المحيط الجنوبي للمنطقة.
تقع البطين بين شارع البلدية القديمة (طريق 110) وشارع 21. نظرًا إلى موقعها في منطقة الأعمال المركزية في ديرة، فإن مساحات البيع بالتجزئة في البطين باهظة الثمن.
فيها الكثير من المتاجر والفنادق. يضم المجمع جزءاً من سوق الذهب في دبي.